# Ptilodactyla truncata
Ptilodactyla truncata is een keversoort uit de familie Ptilodactylidae. De wetenschappelijke naam van de soort is voor het eerst geldig gepubliceerd in 1928 door Pic.